# 吉岡修一郎
吉岡 修一郎（よしおか しゅういちろう、1902年1月18日 - 1998年）は、日本の科学評論家。

## 来歴
石川県生まれ。東北帝国大学理学部卒、1934年九州帝国大学法文学部卒。戦後久留米大学教授、1959年「人の性格に関する脳波学的研究」で久留米大学より医学博士の学位を取得。定年退官後、九州産業大学教授。
数学、医学、哲学などで多くの一般向け著作をなした。

## 著書
- ゲシタルトの根本原理 ケーレル「物理的ゲシタルト」の解説 ゲシタルトの問題と学説 内田老鶴圃 1935
- ベルグソンと科学精神 野田書房 1936
- 数学文化史 河出書房 1938
- 数とロマンス 数学随筆 誠文堂新光社 1939
- 數のユーモア 数学随筆　誠文堂新光社 1939.6
- 算術と数学の歴史 誠文堂新光社 1941 (僕らの科学文庫)
- 現代仏蘭西哲学 三笠書房 1941 (現代学芸全書)
- 科学逸話史 山雅房 1942 (科学史叢書)
- 数学千一夜 東邦物産文化部 1946
- 数学茶話 東邦物産文化部 1946
- 論理学の新体系 形式論理学の根本的改造 全国書房 1946.10
- 物語日本女性史 十月書房 1947
- 数と時間空間の哲学 光の書房 1947
- 論理学 朝日新聞社 1948 (朝日新講座)
- 数学パレード 金沢文庫 1949
- 数のユーモア 続 金沢文庫 1949
- 日本人の科学思想の発展 彰考書院 1949 (民主主義科学教程)
- 論理学概論 新しい論理学 壮文社 1949
- 日常の数学 小山書店 1951 (梟文庫)
- 光と色 岩崎書店 1951 (少年の観察と実験文庫)
- 道具・機械・スポーツ 岩崎書店 1952 (少年の観察と実験文庫)
- 日本科学思想史概説 彰考書院 1952
- 子供の数学 誠文堂新光社 1957 (ぼくらの科学文庫)
- 新医学概論 医学出版社 1959
- 九州なぜなぜどうして 文画堂 1959
- おとなの問題児 あなたの性格を診断する 内田老鶴圃 1961 (老鶴圃新書)
- 光と色 岩崎書店 1963 (新版少年の観察と実験文庫)
- 医学的・心理学的にみた思春期 医学書院 1964
- 人間工学 共立出版 1964 (経営管理全書)
- 数学ロープウェイ ダイヤモンド社 1965
- 英・独・仏-日精神医学用語集 医学書院 1966
- もうひとりのナイチンゲール 誤解されてきたその生涯 医学書院 1966 (看護教養新書)
- 数のシーズン 学生社 1967
- 数学喫茶室 学生社 1967
- 数学ウラ話 学生社 1968
- 現代のための哲学 理想社 1969
- 数とコンピュータ 学生社 1970
- 一億不衛生物語 まちがいだらけの消費生活　サイマル出版会 1972
- 医者が作る病気 三晃書房 1975 (現代家庭医学選書)
- 医学概論 医学出版社 1976
- 現代ストレス病 三晃書房 1977.7
- 九州の科学者・思想家 現代日本文化の先駆者たち 人間の科学社 1982.4
- 子どもの成人病 なぜ患者が増えるのか 三晃書房 1984.4 (家庭医学シリーズ)
- 科学者とユーモア 学生社 1992.5

## 共著
- 日本科学史夜話 科学思想史の立場から 井上忠共著 大八洲出版 1948
- 解剖学用語の理解とおぼえ方 粟屋和彦共著 医学書院 1967
- 解剖学用語とその解説 粟屋和彦共著 医学書院 1969
- 数学のきずな 遠山啓共著 学生社 1978.5 (科学随筆文庫)

## 翻訳
- 思想と動くもの ベルグソン 第一書房 1938.3
- 道徳と宗教 ベルグソン 第一書房 1939
- 創造的進化 ベルグソン 第一書房 1944
- 催眠法と暗示 思考と行動の自由 ポール・ショシャール 新福尚武共訳 白水社 1952 (文庫クセジュ)
- 応用心理学 ルネ・ビノワ 白水社 1952 (文庫クセジュ)
- 意識の生理学 ポール・ショシャール 白水社 1952 (文庫クセジュ)
- 心理学 行動の科学 ピエール・ナヴィル 白水社 1954
- 精神医学の理論 L.ピッケンハイン、A.トム 岩崎学術出版社 1971 (精神医学双書)
- 道徳と生理 ポール・ショシャール 白水社 1956 文庫クセジュ
- 精神医学の理論 L.ピッケンハイン、A.トム編 柘植秀臣編・監修 岩崎学術出版社 1971